# Чулим (Здвінський район)
Чулим (рос. Чулым) — село у Здвінському районі Новосибірської області Російської Федерації.
Входить до складу муніципального утворення Чулимська сільрада. Населення становить 825 осіб (2010).

## Історія
Згідно із законом від 2 червня 2004 року органом місцевого самоврядування є Чулимська сільрада.

## Населення
| 2002 | 2007 | 2010 |
| ---- | ---- | ---- |
| 874  | ↘871 | ↘825 |